# Fernando Nottebohm
Fernando Nottebohm (* 1940 in Buenos Aires, Argentinien) ist ein argentinisch-US-amerikanischer Neurobiologe und Ethologe. Er ist Professor an der Rockefeller University in New York City, New York.

## Leben
Nottebohm wuchs in Buenos Aires, Argentinien, auf. Er erwarb 1962 einen Bachelor in Zoologie und 1967 einen Ph.D. an der University of California, Berkeley in Berkeley, Kalifornien. Seit 1967 gehört er zum Lehrkörper, 1971 wurde er Associate Professor und seit 1976 ist er ordentlicher Professor an der Rockefeller University in New York City, New York. Zur Universität gehört das Field Research Center for Ethology and Ecology in Millbrook, Dutchess County, New York, das Nottebohm leitet.

## Wirken

Bahnen des Vogelgesang-Erwerbs

Nottebohms Arbeiten umfassen sowohl Felduntersuchungen des Vogelgesanges als auch molekulare und zellbiologische Untersuchungen der Hirnfunktion. Nottebohm und Mitarbeiter entdeckten, dass bei einigen Singvögeln die Kontrolle der Stimmfunktion auf einer Seite des zentralen und peripheren Nervensystems konzentriert ist und dass saisonale Änderungen bestimmter Nuclei der Möglichkeit des Lernens bestimmter „Strophen“ zugrunde liegen. Nottebohm konnte einige der komplexen hormonellen und lernphysiologischen Mechanismen aufklären, die Ähnlichkeiten mit dem Spracherwerb des Menschen aufweisen.
Nottebohm konnte zeigen, dass bei ausgewachsenen Vertebraten (Kanarengirlitz) während des Erwerbs des Gesangs ein Ersatz von Neuronen im ausgewachsenen Gehirn stattfindet, welche Mechanismen und Regulationen dem Ersatz zugrunde liegen und dass neuronale Stammzellen beteiligt sind. Mögliche zukünftige Anwendungen dieser Forschungsergebnisse liegen in der Behandlung von Hirnverletzungen und neurodegenerativen Erkrankungen beim Menschen.
Nottebohms Studien verwenden zum Teil transgene Singvögel.

## Auszeichnungen (Auswahl)
- 1983 Mitgliedschaft in der American Academy of Arts and Sciences[2]
- 1983 Fellow der American Association for the Advancement of Science
- 1988 Mitgliedschaft in der National Academy of Sciences
- 1991 Mitgliedschaft in der American Philosophical Society[3]
- 1999 Neuronal Plasticity Prize der Fondation Ipsen, gemeinsam mit Masakazu Konishi und Peter R. Marler[4]
- 2004 Rosenstiel Award, gemeinsam mit Masakazu Konishi und Peter R. Marler[5]
- 2006 Benjamin Franklin Medal[6]